# Philonicus vagans
Philonicus vagans là một loài ruồi trong họ Asilidae. Philonicus vagans được Wiedemann miêu tả năm 1828.